# Paul Gabert
Paul Gabert (13 de abril de 1913) foi um comandante de U-Boot que serviu na Kriegsmarine durante a Segunda Guerra Mundial.

## Carreira
Paul Gabert iniciou a sua carreira militar ao ingressar na marinha de guerra alemã no ano de 1933. Comissionou e assumiu o comando do U-1210 da classe VIIC no dia 22 de abril de 1944, permanecendo no comando deste até o dia 3 de maio de 1945, quando foi afundado próximo de Eckernförde  por bombas lançadas da 9ª Força Aérea Norte-americana, causando a morte de um tripulante do U-Boot.

### Patentes
| Kapitänleutnant | 1 de abril de 1945 |

## Coordenadas
1. ↑  em posição 54° 28' N 9° 54' E